# フランコ・カウジオ
フランコ・カウジオ（Franco Causio、1949年2月1日 - ）は、イタリアプッリャ州レッチェ出身の元同国代表の元サッカー選手。ポジションはディフェンダー（SB）、ミッドフィールダー（SH）、フォワード（WG）。

## クラブ経歴
10歳の時に、NAGCというサッカーアカデミーに加入。その後、ユヴェンティーナ・レッチェへと移り、そこで出会ったコーチにより、USレッチェへと連れて行かれた。1964年、15歳の時にはレッチェのプリマベーラへ加わった。1964-65シーズン、16歳でセリエCの舞台にデビューした。
17歳の時にユヴェントスに入団した。その後、セリエBのレッジーナ、パレルモで数年プレーした後、1970-71シーズン、にユヴェントスに復帰した。その後11年間背番号7をつけてロベルト・ベッテガ、マルコ・タルデッリ、ディノ・ゾフらと共に6回のスクデット優勝に貢献。1972-73シーズンには、チャンピオンズカップの決勝に進むが、ヨハン・クライフらを擁したアヤックスに0-1で惜敗した。1976-77シーズンのUEFAカップでは、チーム史上初の国際主要タイトルとなる、UEFAカップ優勝に貢献した。1978-79シーズン、コッパ・イタリア決勝の第2戦ではパレルモから決勝点を奪い、チームを優勝に導いた。1980-81シーズン終了後、チームから放出された。ユヴェントスでは公式戦446試合で72得点を記録した。当初、ACミラン、ナポリ、フィオレンティーナ、ボローニャ、インテル・ミラノが獲得に動いたが、その後オファーを出したウディネーゼへと移籍した。
1981-82シーズン、ウディネーゼに加わり、すぐにキャプテンに任命された。このシーズンのリーグ最優秀選手賞(Guerin d'Oro)を受賞した。1983年にジーコとチームメートになると、良いコンビネーションを見せ、ヴィルディスを含めたトリデンテの活躍により、一時は優勝争いをした。ミラン戦、カウジオの決勝ゴールにより、チームの対ミラン公式戦、史上初の勝利をもたらしている。その後、ユヴェントスが複帰させようと動いたが、インテル・ミラノに加入した。このシーズン、24試合に出場、チームはリーグ3位に終わった。1985-86シーズン、レッチェに戻ってプレーするという、父親との約束を果たすため、チーム史上初のセリエA初昇格を果たした、レッチェへ複帰した。このシーズン、自身はレベルの高いプレーを見せ、26試合で3得点を記録した。しかし、チームはセリエBへの降格が決定した。1988年にトリエスティーナでキャリアを終えた。

## 代表経歴
イタリアU-21代表、U-23代表を経て、1972年4月29日、UEFA欧州選手権予選プレーオフ、ベルギーとの対戦でフル代表としてデビューした。1974年のワールドカップ・西ドイツ大会では、2試合に起用された(ポーランド戦でファビオ・カペッロの得点をアシストした。)。
1978年のワールドカップ・アルゼンチン大会では、イタリアの全7試合に出場、1次リーグでは2つのアシストを記録した。3位決定戦のブラジル戦で1得点を決めた。1980年のUEFA欧州選手権では4位に終わった。その後、しばらくの後から、約2年間代表から遠ざかっていたが、ブルーノ・コンティの控え選手の扱いながら、1982年のワールドカップ・スペイン大会のメンバーに召集され、2試合に出場、優勝を果たした。1983年2月12日、UEFA欧州選手権予選のキプロス戦まで代表でプレーした。

## 人物
運動能力が高く、スピードがあり、プレーは予測が不可能、ボールコントロールやドリブルが上手く、両足が使え、セットプレーでも威力を発輝、クロスや強烈なシュートも持ち味で、肉体も丈夫であったことから、39歳までプレーした。

## 所属クラブ
- 1964-1965  USレッチェ
- 1965-1966  SSサンベネデッテーゼ（イタリア語版）
- 1966-1968  ユヴェントスFC
- 1968-1969  ADレッジーナ
- 1969-1970  USチッタ・ディ・パレルモ
- 1970-1981  ユヴェントスFC
- 1981-1984  ウディネーゼ・カルチョ
- 1984-1985  インテル・ミラノ
- 1985-1986  USレッチェ
- 1986-1988  USトリエスティーナ・カルチョ

## 代表歴
イタリア代表 1972-1983
- 代表通算 : 63試合出場 6得点
- 1982年FIFAワールドカップ優勝